# 梅花桩

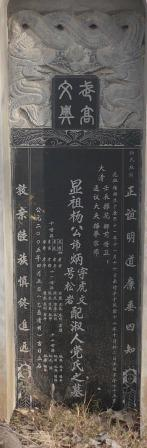
杨炳墓志

梅花桩，又称“梅花拳”、“干支五势梅花桩”，中国武术流派之一，主要流传于河北、山东等地。
历代著名拳师有邹宏义、蔡光瑞、张从富、杨炳、韩其昌等。当代有燕子杰、韩建中等。
梅花桩分大架小架两种，锻炼方法多样。
梅花桩的基本功为架子，由桩步和行步组成。桩步有五势：大势、顺势、拗势、小势和败势。行步有三法：摆法、撤法和扎法。五势变化由行步连接贯穿，构成架子。
成拳是梅花桩训练技击的方法，一般两人对练。

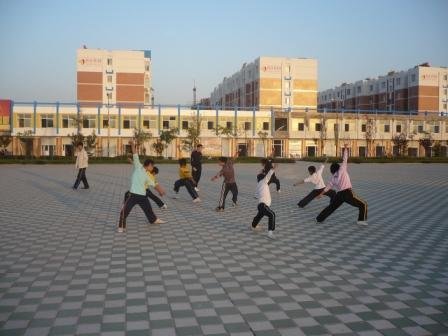
败势

梅花桩的器械除了刀枪剑棍等常见种类外，另有独门兵器多种。

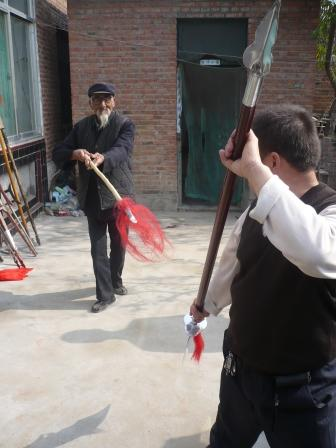
梁山大刀对枪

## 相关图书
- 韩建中：梅花桩
- 韩建中：五势梅花桩实用技击术
- 卢恭礼：梅花桩拳术
- 燕子杰：中国梅花桩技击大法
- 燕子杰：中国梅花桩文武大法
- 燕子杰：中国梅花桩训练大法
- 燕子杰：中国梅花桩成拳大法
- 燕子杰：中国梅花桩器械的练法

## 相關鏈接
- 平乡梅花拳
- 燕子杰梅花拳 （页面存档备份，存于）
- 意大利梅花拳 （页面存档备份，存于）